# Ike Mahoney
Frank John "Ike" Mahoney (* 25. Oktober 1901 in Omaha, Nebraska, USA; † 21. November 1961 in Boys Town, Nebraska) war ein US-amerikanischer American-Football-, Baseball- und Basketball-Spieler.

## Spielerlaufbahn
Ike Mahoney besuchte in seiner Geburtsstadt von 1918 bis 1921 die High School und betätigte sich dort als Baseball-, Football- und Basketballspieler. Nach seinem Schulabschluss schloss er sich der Creighton University an. Auch an seinem College war in allen drei Sportarten aktiv. Für seine Mannschaft lief er überwiegend als Quarterback auf. Einer seiner Mitspieler war der spätere Footballprofi und Spieler der Green Bay Packers Paul Fitzgibbon. Nach seinem Studium erhielt Mahoney ein Vertragsangebot der Pittsburgh Pirates, einer Mannschaft aus der MLB, lehnte dieses allerdings zugunsten eines Vertrags bei den Chicago Cardinals, einem Team der National Football League, ab. 
Im Jahr 1925 gewann die Mannschaft aus Chicago mit ihrem Spitzenspieler Paddy Driscoll die NFL Meisterschaft. Das Team hatte in dieser Saison elf von 14 Spielen gewinnen können. Die Meisterschaft war nicht unumstritten. Die Cardinals erzielten am Ende der Saison den besten Punktestand, verloren aber am 6. Dezember 1925 gegen die Pottsville Maroons mit 17:21. Die Mannschaft aus Chicago wurde dennoch zum Meister erklärt, da die Maroons wegen diverser Regelverstöße durch die NFL disqualifiziert wurden.
Zeitgleich spielte Mahoney Basketball bei den Chicago Bruins, die von George Halas trainiert wurden und in der American Basketball League angesiedelt waren. 1931 beendete Mahoney seine sportliche Laufbahn und kehrte nach Nebraska zurück. 

## Nach der Spielerlaufbahn
Von 1933 bis 1937 übte Mahoney das Amt eines Landrats im Douglas County aus. Bevor er in den öffentlichen Dienst zurückkehrte war er bis 1946 Geschäftsmann. In seinem letzten Lebensjahr war er Postmeister in Boys Town. Ike Mahoney starb an Krebs und wurde auf dem Holy Sepulchre Cemetery in Omaha beerdigt.

## Quelle
- Jens Plassmann: NFL – American Football. Das Spiel, die Stars, die Stories (= Rororo 9445 rororo Sport). Rowohlt, Reinbek bei Hamburg 1995, ISBN 3-499-19445-7.